# تیر ۱۳۸۵

## جمعه: ‎۳۰ تیر۱۳۸۵(۲۱ ژوئیه۲۰۰۶)
- وزیر دفاع لبنان: ارتش لبنان در مقابل هر گونه تلاش اسرائیل برای اشغال کشورش مقاومت خواهد کرد. (بی‌بی‌سی)

## سه‌شنبه: ‎۲۷ تیر۱۳۸۵(۱۸ ژوئیه۲۰۰۶)
- نمایشگاه الکامپ دوازدهم

دوازدهمین نمایشگاه الکامپ از سه شنبه ۲۷/۴/۱۳۸۵ آغاز شد و در روز جمعه ۳۰/۴/۱۳۸۵ به کار خود پایان می‌دهد.
- فضاپیمای دیسکاوری به سلامت به زمین بازگشت

فضاپیمای آمریکایی «دیسکاوری» بدون هیچ گونه مشکلی در باند پایگاه فضایی "کندی" در ایالت فلوریدای آمریکا فرود آمد. 
- قلعه‌نوعی سرمربی تیم ملی شد.

قلعه‌نوعی سرمربی تیم استقلال، به عنوان سرمربی موقت تیم ملی فوتبال کشور منسوب شد.

## شنبه: ‎۲۴ تیر۱۳۸۵(۱۵ ژوئیه۲۰۰۶)
- اسرائیل مقر حزب‌الله لبنان را با خاک یکسان کرد.

جنوب لبنان بار دیگر مورد تهاجم هواپیماهای اسرائیل قرار گرفته و بنا بر گزارش‌ها هم‌اکنون مقر حزب‌الله لبنان با خاک یکسان شده‌است. 

## پنج‌شنبه: ‎۲۲ تیر۱۳۸۵(۱۳ ژوئیه۲۰۰۶)
- گروه ۱+۵ با ارجاع پرونده ایران به شورای امنیت موافقت کرد

وزیر خارجه فرانسه گفت: گروه ۱+۵ با ارجاع پرونده فعالیت‌های هسته‌ای ایران به شورای امنیت سازمان ملل متحد موافقت کرد. 
- عنان خواستار پاسخ فوری ایران به پیشنهاد هسته‌ای شد

«کوفی عنان» دبیر کل سازمان ملل متحد خواستار پاسخ فوری ایران به بسته پیشنهادی شد. 

## پنج‌شنبه: ‎۲۱ تیر۱۳۸۵(۱۲ ژوئیه۲۰۰۶)
بنابر فهرست تهیه شده از سوی «بنیاد اقتصادهای نو و دوستداران کره زمین»، که شامل ۱۷۸ کشور جهان می‌شود، مردم ایران (رتبه ۶۷) از مردم اغلب کشورهای صنعتی جهان مانند آمریکا، بریتانیا، کانادا، استرالیا، فرانسه، آلمان، هلند و ژاپن شادتر هستند. (گزارش بی‌بی‌سی بایگانی‌شده  در ۱۵ سپتامبر ۲۰۱۱ توسط Wayback Machine)

## پنج‌شنبه: ‎۲۰ تیر۱۳۸۵(۱۱ ژوئیه۲۰۰۶)
- تعمیر ایستگاه فضایی

بعد از هفت ساعت راهپیمایی در فضا ایستگاه فضایی تعمیر شد.

## یک‌شنبه: ‎۱۸ تیر۱۳۸۵(۹ ژوئیه۲۰۰۶)
- پایان جام‌جهانی فوتبال

تیم ملی فوتبال ایتالیا با شکست حریف فرانسوی قهرمان جام جهانی فوتبال ۲۰۰۶ شد. 

## شنبه: ‎۱۷ تیر۱۳۸۵(۸ ژوئیه۲۰۰۶)
- نهمین اجلاس وزرای خارجه کشورهای همسایه عراق آغاز شد

نهمین اجلاس وزرای امور خارجه کشورهای همسایه عراق عصر امروز با سخنان رئیس جمهوری اسلامی ایران، در دفتر مطالعات وزارت خارجه در تهران آغاز به کار کرد. 

## جمعه: ‎۱۶ تیر۱۳۸۵(۷ ژوئیه۲۰۰۶)
- مرگ سیّد جواد ذاکر

سید جواد ذاکر مداح مشهور ایرانی و یکی از پایه‌گذاران مداحی به سبک جدید، بر اثر بیماری سرطان درگذشت.
- مرگ سید برت

سید برت، از بنیانگذاران پینک فلوید، بر اثر بیماری دیابت درگذشت. 

## سه‌شنبه: ‎۱۳ تیر۱۳۸۵(۴ ژوئیه۲۰۰۶)
- کره شمالی موشک خود را آزمایش کرد

کره شمالی، هم‌زمان با روز استقلال آمریکا، اقدام به آزمایش شش فروند موشک کرد که با واکنش کشورهای منطقه و جهان روبرو شد.  بایگانی‌شده  در ۱۶ ژوئیه ۲۰۰۶ توسط Wayback Machine 

## دوشنبه: ‎۱۲ تیر۱۳۸۵(۳ ژوئیه۲۰۰۶)
- احتمال توقف مذاکرات درباره عضویت ترکیه

کمیسر گسترش اتحادیه اروپا با اشاره به ریاست جدید این اتحادیه خاطر نشان کرد:احتمال توقف روند گفتگو درباره عضویت ترکیه به علت عمل نکردن این کشور به خواسته‌های اتحادیه اروپا وجود دارد . 

## یک‌شنبه: ‎۴ تیر۱۳۸۵(۲۵ ژوئن۲۰۰۶)
- قتل گروگانهای روسی

شورای مجاهدین عراق تحت رهبری القاعده اعلام کرد که چهار دیپلمات روسی گروگان‌گرفته‌شده را کشته‌است. 

## پنج‌شنبه: ‎۱ تیر۱۳۸۵(۲۲ ژوئن۲۰۰۶)
- مخالفت سنای آمریکا با طرح خروج از عراق

سنای آمریکا، با اکثریت آرا، طرح پیشنهادی سناتور جان کری را برای خروج کامل نیروهای آمریکایی از عراق تا روز اول ژوئیهٔ سال ۲۰۰۷ رد کرد. 